# Tuxpan de Bolaños
Tuxpan de Bolaños (Kuruxi Manúka en huichol) est une communauté indigène de culture huichol établie  dans l'État de Jalisco au Mexique dans la municipalité de Bolaños.
Elle compte 1 269 habitants en 2010, ce qui en fait la communauté la plus peuplée de la municipalité de Bolaños.
Les autres communautés appartenant à la même culture sont
- Santa Catarina Cuexcomatitlan (Tuapurie en huichol), San Sebastian Teponahuaxtlán (Wautia), San Andres Cohamiata (en) (Tatei Kie) et San Miguel Huaixtita (Tsikwaita), dans l'État de Jalisco,
- et Guadalupe Ocotán (Xatsitsarie) dans l'État de Nayarit.